# Когнитивная тренировка
Когнитивная тренировка (англ. cognitive training) — процесс целенаправленной управляемой тренировки познавательных процессов, к которым относятся мышление, речь, восприятие, воображение, внимание и память. Этот подход использует специальную регулярную практику для выполнения структурированных задач с прямой целью улучшения или поддержания когнитивных способностей. Понятие когнитивной тренировки может быть применимо ко всему диапазону психических процессов, однако чаще всего применяется для таких психических функций, как внимание, мышление, память, речь и воображение. Когнитивные тренировки, наряду с физической активностью, являются двумя наиболее сильными факторами, способными сдерживать развитие деменции или симптомов Альцгеймера.
Когнитивные тренировки применяются как для здоровых людей, с целью улучшения когнитивных показателей, так и для людей, имеющих когнитивные нарушения, с целью улучшения ежедневного функционирования и максимально возможной отсрочки нарастания проявлений симптомов деменции.
Большое значение приобрели когнитивные тренировки у людей, перенесших COVID-19, как эффективное средство для восстановления функций памяти, мышления, переключения внимания и других. Когнитивная тренировка, как правило, использует набор регулярно повторяемых материалов и упражнений, нацеленных на улучшение одной или нескольких когнитивных областей. Или также может быть направлена на улучшение мыслительных процессов в целом.

## История возникновения
С увеличением средней продолжительности жизни, и общим старением населения возрастает число людей, страдающих от деменции, или легких когнитивных нарушений, связанных с возрастными изменениями.
Уровень распространенности деменции удваивается примерно каждые 6 лет, начиная с 65 лет, достигая 7 % в возрасте 75-79 лет, 12 % в возрасте 80-84 лет, 20 % в возрасте 85-89 лет и 40 % среди лиц в возрасте 90 лет и старше.
Развитию деменции могут способствовать десятки разных причин. Однако механизмы влияния этих причин на организм, несмотря на постоянно растущее число исследований, все еще, недостаточно изучены. Также, не существует лечебной фармацевтической терапии, или других эффективных средств лечения основных причин деменции (а также, болезни Альцгеймера), и когнитивных нарушений. Профилактические меры, в том числе, когнитивные тренировки, на сегодняшний день считаются основным средством борьбы с когнитивными снижениями у лиц пожилого возраста.
Перспективным направлением профилактики возникновения деменции сегодня является увеличение сопротивляемости мозга различным негативным воздействиям, увеличение гибкости его работы, и создание определенного запаса прочности, так называемого когнитивного резерва, с помощью когнитивных тренировок.

## Применение когнитивных тренировок в норме
На сегодняшний день возрастной фактор является основным, с которым связывают снижение когнитивных функций у здоровых людей, не имеющих специфических нарушений или клинического диагноза. И приоритетной задачей многих исследований является выявление вмешательств, которые могут помочь сохранению когнитивных функций у пожилых людей и уменьшить риски развития деменции.
В мета анализе Nicola J Gates и соавторов были проанализированы результаты исследований эффективности когнитивных тренировок у здоровых лиц, на более чем 1183 участниках, продолжительностью от 12 до 26 недель, и включающими в себя регулярные упражнения для различных когнитивных показателей: для улучшения функций памяти, объема внимания, запоминаемости и других. Также сообщается, что участники были здоровыми людьми и 80 % исследуемой популяции были в возрасте от 65 лет и старше.
В результате исследований было отмечено улучшение общей когнитивной функции после проведенных когнитивных тренировок, некоторое улучшение эпизодической памяти, рабочей памяти, а также улучшение показателей беглости речи.

## Влияние когнитивных тренировок на академические успехи у детей
В исследовании американских психиатров Bruce E Wexler, Markus Iseli и соавторов оценивается способность когнитивных тренировок проводимых в школе, использовать этот нейропластический потенциал и улучшать обучение. На выборке из 583 учеников начальных классов было показано, что выполнение 5-минутной игры для тренировки мозга перед уроком математики, повысило производительность в учебном процессе. А проведение сессии из трех когнитивных тренировок длительностью 20 минут в течение четырех месяцев, увеличивало показатели успешности выполнения тестов по математике и чтению по сравнению с контрольной выборкой. По мнению авторов исследования, когнитивные тренировки у детей способны оказывать значительное влияние на академическую успеваемость.

## Когнитивные тренировки для профилактики деменции
Профессора Университета Гонконга Sheung-Tak Cheng рассматривает в своей статье два наиболее серьезных фактора риска развития деменции: а именно недостаточная физическая активность и отсутствие постоянно стимулирующей когнитивной тренировки, или другой когнитивной активности.
Он показывает в своих лонгитюдных исследованиях, что физическая активность оказывает влияние на уменьшение потерь серого и белого вещества в мозге, являющейся естественными возрастными процессами. А его исследования когнитивной тренировки показывают, что тренировка когнитивных функций (в частности, рабочей памяти) улучшает эффективность всей префронтальной сети. И тем самым обеспечивает функционирование мозга, нейропластичность и нейрогенез в условиях когнитивного спада. Когнитивные тренировки и упражнения на улучшение когнитивных функций усиливает функционирование и пластичность нейронных связей, тем самым поддерживая когнитивный резерв.
Также показано, что  когнитивная тренировка является одним из способов предупреждения и коррекции нарушений когнитивного контроля в пожилом возрасте как наиболее характерного признака когнитивного старения.

## Когнитивные тренировки для людей со слабоумием, имеющим легкую и среднюю тяжесть
Когнитивные нарушения, характерные для деменции, сильно влияют на качество ежедневного функционирования. Группа исследователей из Австралии, во главе с психиатром Alex Bahar-Fuchs провели мета анализ, в котором исследовали данные 33 испытаний. И несмотря на то, что авторы говорят о необходимости проведения дополнительных испытаний для выявления более надежных связей, они все же, отмечают, что по сравнению с контрольной выборкой, были обнаружены доказательства, показывающие влияние когнитивных тренировок на общее познание и вербальную семантическую беглость в конце лечения.

## Когнитивные тренировки при деменции и легких когнитивных нарушениях при болезни Паркинсона
Люди с болезнью Паркинсона обнаруживают когнитивные нарушения, которые оказывают значительное влияние на качество их жизни. Снижение когнитивных функций является основным признаком заболевания и проявляется еще до появления двигательных симптомов. Когнитивная тренировка, как предположили, исследователи Лондонского Университета в главе с Vasiliki Orgeta, могло бы быть полезным немедикаментозным вмешательством, которое гипотетически, может помочь поддерживать или улучшать познавательные способности для людей с деменцией на основе Болезни Паркинсона.
Однако, в результате исследования, не было обнаружено доказательств того, что люди с деменцией на основе болезни Паркинсона, которые проходят когнитивную тренировку испытывают какие-либо важные когнитивные улучшения в конце тренировки.

## Когнитивные тренировки для людей с диабетом
Диабет увеличивает риск когнитивных нарушений и значительно увеличивает скорость когнитивных нарушений после постановки диагноза. И, как следствие, когнитивная дисфункция затрудняет самоконтроль, в том числе, имеющий отношение к пищевому поведению.
Исследователи Университета Остин, в Техасе, во главе с Heather E Cuevas провели исследование, в котором протестировали разработанный ранее комплексный когнитивный тренинг под руководством медсестры для людей с сахарным диабетом 2 типа. Данная когнитивная тренировка была нацелена главным образом, на память и решение ежедневных задач. По итогам 8- недельной когнитивной тренировки, более половины участников (58 %) заявили, что вмешательство помогло им справиться с диабетом, а 74 % указали, что хотели бы продолжать использовать когнитивные стратегии, изученные в ходе исследования. Участники, прошедший курс повышенных когнитивных нагрузок в результате тренинга продемонстрировали улучшение когнитивных функций, что привело к повышенному самоконтролю с последующим лучшим гликемическим контролем.
Данные другого исследования, проведенные Heather E Cuevas совместно с Sharon Carter в том же Университете Техаса годом позже, говорят о том, что когнитивная тренировка может быть также эффективно использована в случае адаптации такого вмешательства к онлайн-формату. Десять взрослых с диабетом участвовали в 8-недельной когнитивной тренировке, перед началом которой были измерены объем рабочей памяти, функции самоконтроля и упражнения на эффективность.
Авторы исследования отмечают, что в ходе когнитивной тренировки, оценки по всем показателям улучшились. Кроме того, они отметили улучшение соблюдения диеты, физических упражнений и рекомендаций по уходу за ногами.

## Когнитивные тренировки после инфекции COVID−19
Когнитивные проявления, связанные с последствиями, вызванные новым коронавирусом COVID-19, до сих пор неизвестны. Однако, некоторые исследователи отмечают, что раннее обнаружение нейропсихологических проявлений может снизить риск последующего необратимого нарушения и снижения нейрокогнитивных функций.
В Университете Барселоны группа неврологов во главе с M. Almeria провели исследование, в которое включили взрослых пациентов в возрасте от 20 до 60 лет с подтвержденной инфекцией COVID-19. Нейропсихологическое обследование проводилось одним и тем же нейропсихологом на протяжении 3 месяцев. Пациенты с ранее известными когнитивными нарушениями, заболеваниями ЦНС или психическими заболеваниями были исключены. В результате исследования, выяснилось, что после перенесенного заболевания COVID-19, довольно частыми были неврологические проявления, включая когнитивные нарушения. Когнитивные жалобы были связаны с тревогой, депрессией, а также такими конкретными факторами, как уменьшение объема памяти, снижение скорости переключения внимания и др.
В свете этого, когнитивная тренировка может быть эффективным средством для преодоления последствий когнитивных искажений, после перенесенного COVID-19. Однако, необходимо проведение дополнительных исследований.

## Роль когнитивных тренировок в формировании когнитивного резерва
Когнитивный резерв — это некий гипотетический конструкт, который может уменьшать эффект и негативные последствия когнитивных нарушений, связанных как с возрастными факторами, так и вызванными патологическими повреждениями.
Существует пассивная и активная модели когнитивного резерва. Пассивная модель — это способность нейронов самостоятельно восполнять потерю нейронной активности. Активная модель резерва представляет собой функциональное изменение маршрута нейронных цепей, в случае, если количество здоровых нейронов уменьшается ниже определенного порога.
Несмотря на то, что в настоящее время не существует эффективных и достаточно надежных способов померить когнитивный резерв, используются косвенные показатели, такие как уровень образования, преморбидный интеллект и профессиональная сложность.
В исследованиях с участием 2400 человек, авторами было показано, что дополнительный год обучения и постоянных когнитивных тренировок привели к снижениям на 13-18 % вероятности получения диагноза Болезни Альцгеймера даже в случае, когда у человека имеется патологическое состояние и легкие когнитивные нарушения.
Авторы предполагают, что увеличение когнитивного резерва в помощью когнитивных тренировок дают мозгу возможность переносить атрофии и, как следствие, задерживать появление симптомов.

## Воздействие когнитивной тренировки на нейрогенез и изменения структур мозга
Данные различных исследований показывают, что определенные структуры мозга могут изменяться в объеме при выполнении определенных специфических задач, или в силу профессиональной деятельности. Череда исследований с лондонскими таксистами, которые передвигались по улицам исключительно по памяти, а ранее сдавали сложный экзамен на знание городского движения, показала, что задний гиппокамп был больше, чем у водителей автобусов, которые ездили по фиксированному, одинаковому маршруту. Это позволило авторам и последователям, предположить влияние когнитивной активности на нейрогенез в гиппокампе.
Исследователи из Северной Каролины Leslie Vaughan и соавторы, в своем исследовании оценили результаты когнитивных тренировок, проводившихся в виртуальной реальности. Тренировки были направлены на улучшение навыков пространственной навигации и проводились через день в течение 4-месяцев. Результаты показали сохранение объема гиппокампа в течение до 4 месяцев после тренировки как у пожилых, так и у молодых людей.
А исследования психиатра из Австралии Michael J Valenzuela и соавторов показало умеренную корреляцию между вовлечением в сложную умственную деятельность и непосредственными когнитивными тренировками, и уменьшением объема атрофии гиппокампа.
Выводы, которые делают авторы, говорят о том, что высокий уровень сложных когнитивных тренировок и сопутствующей умственной деятельности коррелировал со снижением скорости атрофии гиппокампа. Исследователи полагают, что нейрозащита в медиальной височной доле может быть одним из факторов, лежащих в основе связи между умственной активностью и более низкими показателями деменции, наблюдаемыми в популяционных исследованиях.
Ряд других интересных исследований показывает, что высокий уровень когнитивной активности связан примерно с 50 % снижением риска возникновения симптомов деменции и когнитивных нарушений в последующие 4-5 лет. Результаты этих исследований полагают, что высокий уровень преморбидной активности связан с отсрочкой появления симптомов деменции.

## Варианты когнитивной тренировки
Существует множество разновидностей когнитивных тренировок. Каждая когнитивная тренировка может быть направлена на определенный показатель, такой как увеличение объема памяти, улучшение запоминания, улучшение речевых навыков, общее улучшение мыслительного процесса, скорость переключения внимания и другие. В основе каждой когнитивной тренировки лежит своя методика, направленная на улучшение конкретного показателя.
Для методов улучшения когнитивных навыков в ходе тренировки могут быть использованы как простые подручные средства, такие как карандаш, бумага и стимульные материалы, например, таблицы Шульте и другие.
Также существуют компьютеризированные когнитивные тренировки, в том числе и с использованием современных технических средств, таких как Биологическая обратная связь и Neurofeedback.